# Sport-Club Paderborn 07 2015-2016
Questa voce raccoglie le informazioni riguardanti lo Sport-Club Paderborn 07 nelle competizioni ufficiali della stagione 2015-2016.

## Stagione
Nella stagione 2015-2016 il Paderborn, allenato da René Müller, concluse il campionato di 2. Bundesliga al 18º posto e retrocesse in 3. Liga. In coppa di Germania il Paderborn fu eliminato al secondo turno dal Borussia Dortmund.

## Rosa
Rosa aggiornata al 26 gennaio 2016
| N. |                      | Ruolo | Calciatore         |
| -- | -------------------- | ----- | ------------------ |
| 1  | Germania (bandiera)  | P     | Lukas Kruse        |
| 3  | Spagna (bandiera)    | D     | Rafa               |
| 4  | Germania (bandiera)  | D     | Tim Sebastian      |
| 5  | Austria (bandiera)   | C     | Dominik Wydra      |
| 6  | Germania (bandiera)  | C     | Marvin Bakalorz    |
| 7  | Camerun (bandiera)   | C     | Marcel Ndjeng      |
| 8  | Danimarca (bandiera) | A     | Nicklas Helenius   |
| 9  | Croazia (bandiera)   | A     | Srđan Lakić        |
| 10 | Turchia (bandiera)   | A     | Mahir Sağlık       |
| 11 | Germania (bandiera)  | C     | Moritz Stoppelkamp |
| 12 | Germania (bandiera)  | C     | Oliver Kirch       |
| 13 | Germania (bandiera)  | C     | Sebastian Schonlau |
| 14 | Germania (bandiera)  | C     | Thomas Bertels     |
| 15 | Germania (bandiera)  | D     | Florian Ruck       |
| 16 | Germania (bandiera)  | C     | Christian Bickel   |

| N. |                       | Ruolo | Calciatore             |
| -- | --------------------- | ----- | ---------------------- |
| 17 | Austria (bandiera)    | D     | Niklas Hoheneder       |
| 18 | Austria (bandiera)    | C     | Kevin Stöger           |
| 19 | Croazia (bandiera)    | A     | Marc Brasnic           |
| 20 | Germania (bandiera)   | C     | Marc Vucinovic         |
| 22 | Germania (bandiera)   | D     | Michael Heinloth       |
| 23 | Montenegro (bandiera) | C     | Mirnes Pepić           |
| 24 | Portogallo (bandiera) | P     | Daniel Heuer Fernandes |
| 25 | Germania (bandiera)   | D     | Khaled Narey           |
| 26 | Germania (bandiera)   | D     | Florian Hartherz       |
| 27 | Algeria (bandiera)    | C     | Idir Ouali             |
| 29 | Germania (bandiera)   | D     | Hauke Wahl             |
| 30 | Germania (bandiera)   | C     | Süleyman Koç           |
| 33 | Slovacchia (bandiera) | A     | Jakub Sylvestr         |
| 34 | Germania (bandiera)   | C     | Robin Krauße           |
| 35 | Germania (bandiera)   | P     | Jonas Brammen          |

## Organigramma societario
Area tecnica
- Allenatore: René Müller
- Allenatore in seconda: Markus Feldhoff, Sören Osterland, Asif Šarić
- Preparatore dei portieri: Nico Burchert
- Preparatori atletici:

## Risultati

### 2. Bundesliga

#### Girone di andata
| Arbitro: | Fritz |

|  |           |             |
|  | Marcatori | 61’ Haberer |

| Arbitro: | Kircher |

|          |           |                           |
| Bolly 2’ | Marcatori | 51’ Proschwitz 72’ Ndjeng |

| Arbitro: | Schröder |

|  |           |                                                                      |
|  | Marcatori | 6’, 61’ Wooten 9’ Linsmayer 18’ Kosecki 53’ Bouhaddouz 87’ Jovanović |

| Arbitro: | Cortus |

|                 |           |  |
| Löwe 15’ (rig.) | Marcatori |  |

| Arbitro: | Hartmann |

|                |           |                          |
| Proschwitz 33’ | Marcatori | 53’ Behrendt 78’ Görlitz |

| Arbitro: | Steinhaus |

|                           |           |  |
| Sabitzer 18’ Forsberg 28’ | Marcatori |  |

| Arbitro: | Kampka |

|                        |           |  |
| Hoheneder 51’ Wahl 83’ | Marcatori |  |

| Arbitro: | Schröder |

|                                    |           |  |
| Freis 24’ Weilandt 59’ Gjasula 79’ | Marcatori |  |

| Paderborn 26 settembre 2015, ore 13:00 CEST 9ª giornata | Paderborn | 0 – 0 referto | St. Pauli | Benteler-Arena (13 102 spett.)\| Arbitro: \| Osmers \| |
| Arbitro:                                                | Osmers    |               |           |                                                        |

| Arbitro: | Dankert |

|               |           |  |
| Chanturia 81’ | Marcatori |  |

| Arbitro: | Gräfe |

|                                |           |  |
| Stoppelkamp 18’ Proschwitz 81’ | Marcatori |  |

| Arbitro: | Stieler |

|  |           |                  |
|  | Marcatori | 3’ Koç 6’ Sağlık |

| Arbitro: | Rohde |

|                |           |            |
| Proschwitz 32’ | Marcatori | 88’ Halimi |

| Arbitro: | Perl |

|         |           |              |
| Koç 39’ | Marcatori | 65’ Grimaldi |

| Arbitro: | Schröder |

|                                 |           |           |
| Petersen 3’, 21’, 52’ Grifo 40’ | Marcatori | 90’ Narey |

| Arbitro: | Alt |

|                                                    |           |                                      |
| Stoppelkamp 17’ Wahl 50’ Sağlık 60’ Proschwitz 90’ | Marcatori | 57’ Kagelmacher 62’, 73’, 88’ Okotie |

| Arbitro: | Fritz |

|                          |           |            |
| Füllkrug 34’ Leibold 73’ | Marcatori | 89’ Stöger |

#### Girone di ritorno
| Arbitro: | Dietz |

|                                         |           |  |
| Mlapa 8’, 10’ Hoogland 31’ Bastians 90’ | Marcatori |  |

| Paderborn 21 dicembre 2015, ore 20:00 CET 19ª giornata | Paderborn | 0 – 0 referto | Fortuna Düsseldorf | Benteler-Arena (14 839 spett.)\| Arbitro: \| Siebert \| |
| Arbitro:                                               | Siebert   |               |                    |                                                         |

| Arbitro: | Heft |

|            |           |  |
| Kister 49’ | Marcatori |  |

| Arbitro: | Fritz |

|  |           |                                      |
|  | Marcatori | 22’, 77’ Vučur 35’ Jenssen 56’ Klich |

| Arbitro: | Cortus |

|           |           |              |
| Nöthe 62’ | Marcatori | 30’ Helenius |

| Arbitro: | Meyer |

|  |           |             |
|  | Marcatori | 63’ Compper |

| Karlsruhe 1º marzo 2016, ore 17:30 CET 24ª giornata | Karlsruhe | 0 – 0 referto | Paderborn | Wildparkstadion (11 831 spett.)\| Arbitro: \| Ittrich \| |
| Arbitro:                                            | Ittrich   |               |           |                                                          |

| Arbitro: | Kempter |

|              |           |             |
| Helenius 19’ | Marcatori | 83’ Vukušić |

| Arbitro: | Stark |

|                                           |           |                                           |
| Sobiech 51’ (rig.) Sobota 84’ Picault 90’ | Marcatori | 7’, 59’ Helenius 24’ Hartherz 81’ Bertels |

| Paderborn 18 marzo 2016, ore 18:30 CET 27ª giornata | Paderborn | 0 – 0 referto | Duisburg | Benteler-Arena (10 828 spett.)\| Arbitro: \| Osmers \| |
| Arbitro:                                            | Osmers    |               |          |                                                        |

| Arbitro: | Perl |

|                              |           |                |
| Holtmann 29’ Hochscheidt 32’ | Marcatori | 2’ Stoppelkamp |

| Arbitro: | Dietz |

|  |           |                                        |
|  | Marcatori | 7’, 13’ Wood 21’ Kreilach 36’ Leistner |

| Arbitro: | Hartmann |

|  |           |                      |
|  | Marcatori | 49’, 65’ Stoppelkamp |

| Arbitro: | Gerach |

|             |           |              |
| Leipertz 2’ | Marcatori | 21’ Bakalorz |

| Arbitro: | Aytekin |

|                 |           |                         |
| Stoppelkamp 57’ | Marcatori | 46’ Frantz 48’ Petersen |

| Arbitro: | Stieler |

|                  |           |  |
| Mauersberger 73’ | Marcatori |  |

| Arbitro: | Ittrich |

|  |           |              |
|  | Marcatori | 86’ Teuchert |

### Coppa di Germania
| Arbitro: | Aarnink |

|             |           |                                       |
| Richter 43’ | Marcatori | 54’ (aut.) Knechtel 59’ (rig.) Sağlık |

| Arbitro: | Sippel |

|                                                                                      |           |           |
| Ramos 25’ Castro 30’, 58’ Kagawa 43’ Gündoğan 55’ (rig.) Piszczek 87’ Mxit'aryan 89’ | Marcatori | 21’ Lakić |

## Statistiche

### Statistiche di squadra
| Competizione      | Punti | In casa | In casa | In casa | In casa | In casa | In casa | In trasferta | In trasferta | In trasferta | In trasferta | In trasferta | In trasferta | Totale | Totale | Totale | Totale | Totale | Totale | DR  |
| Competizione      | Punti | G       | V       | N       | P       | Gf      | Gs      | G            | V            | N            | P            | Gf           | Gs           | G      | V      | N      | P      | Gf     | Gs     | DR  |
| ----------------- | ----- | ------- | ------- | ------- | ------- | ------- | ------- | ------------ | ------------ | ------------ | ------------ | ------------ | ------------ | ------ | ------ | ------ | ------ | ------ | ------ | --- |
| 2. Bundesliga     | 28    | 17      | 2       | 7       | 8       | 13      | 28      | 17           | 4            | 3            | 10           | 15           | 27           | 34     | 6      | 10     | 18     | 28     | 55     | -27 |
| Coppa di Germania | -     | 0       | 0       | 0       | 0       | 0       | 0       | 2            | 1            | 0            | 1            | 3            | 8            | 2      | 1      | 0      | 1      | 3      | 8      | -5  |
| Totale            | -     | 17      | 2       | 7       | 8       | 13      | 28      | 19           | 5            | 3            | 11           | 18           | 35           | 36     | 7      | 10     | 19     | 31     | 63     | -32 |

### Andamento in campionato
| Giornata  | 1  | 2 | 3  | 4  | 5  | 6  | 7  | 8  | 9  | 10 | 11 | 12 | 13 | 14 | 15 | 16 | 17 | 18 | 19 | 20 | 21 | 22 | 23 | 24 | 25 | 26 | 27 | 28 | 29 | 30 | 31 | 32 | 33 | 34 |
| --------- | -- | - | -- | -- | -- | -- | -- | -- | -- | -- | -- | -- | -- | -- | -- | -- | -- | -- | -- | -- | -- | -- | -- | -- | -- | -- | -- | -- | -- | -- | -- | -- | -- | -- |
| Luogo     | C  | T | C  | T  | C  | T  | C  | T  | C  | T  | C  | T  | C  | C  | T  | C  | T  | T  | C  | T  | C  | T  | C  | T  | C  | T  | C  | T  | C  | T  | T  | C  | T  | C  |
| Risultato | P  | V | P  | P  | P  | P  | V  | P  | N  | P  | V  | V  | N  | N  | P  | N  | P  | P  | N  | P  | P  | N  | P  | N  | N  | V  | N  | P  | P  | V  | N  | P  | P  | P  |
| Posizione | 12 | 9 | 12 | 15 | 15 | 16 | 14 | 16 | 15 | 15 | 15 | 13 | 15 | 15 | 15 | 16 | 16 | 16 | 16 | 16 | 16 | 16 | 17 | 17 | 17 | 17 | 17 | 17 | 17 | 16 | 17 | 18 | 18 | 18 |

Legenda:

Luogo: C = Casa; T = Trasferta. Risultato: V = Vittoria; N = Pareggio; P = Sconfitta.

### Statistiche dei giocatori
| Giocatore      | 2. Bundesliga | 2. Bundesliga | 2. Bundesliga | 2. Bundesliga | Coppa di Germania | Coppa di Germania | Coppa di Germania | Coppa di Germania | Totale   | Totale | Totale      | Totale     |
| Giocatore      | Presenze      | Reti          | Ammonizioni   | Espulsioni    | Presenze          | Reti              | Ammonizioni       | Espulsioni        | Presenze | Reti   | Ammonizioni | Espulsioni |
| -------------- | ------------- | ------------- | ------------- | ------------- | ----------------- | ----------------- | ----------------- | ----------------- | -------- | ------ | ----------- | ---------- |
| J. Brammen     | -             | -             | -             | -             | -                 | -                 | -                 | -                 | -        | -      | -           | -          |
| D. Fernandes   | 13            | 0             | 0             | 0             | -                 | -                 | -                 | -                 | 13       | 0      | 0           | 0          |
| L. Kruse       | 21            | 0             | 0             | 0             | 2                 | 0                 | 0                 | 0                 | 23       | 0      | 0           | 0          |
| T. Bertels     | 13            | 1             | 5             | 0             | -                 | -                 | -                 | -                 | 13       | 1      | 5           | 0          |
| F. Hartherz    | 25            | 1             | 4             | 0             | 1                 | 0                 | 0                 | 0                 | 26       | 1      | 4           | 0          |
| M. Heinloth    | 18            | 0             | 6             | 0             | 2                 | 0                 | 0                 | 0                 | 20       | 0      | 6           | 0          |
| N. Hoheneder   | 24            | 1             | 3             | 1             | 1                 | 0                 | 0                 | 0                 | 25       | 1      | 3           | 1          |
| K. Narey       | 13            | 1             | 2             | 1             | -                 | -                 | -                 | -                 | 13       | 1      | 2           | 1          |
| Rafa           | 1             | 0             | 0             | 0             | -                 | -                 | -                 | -                 | 1        | 0      | 0           | 0          |
| F. Ruck        | 2             | 0             | 0             | 0             | 1                 | 0                 | 0                 | 0                 | 3        | 0      | 0           | 0          |
| S. Schonlau    | 8             | 0             | 5             | 0             | -                 | -                 | -                 | -                 | 8        | 0      | 5           | 0          |
| T. Sebastian   | 12            | 0             | 3             | 0             | -                 | -                 | -                 | -                 | 12       | 0      | 3           | 0          |
| H. Wahl        | 29            | 2             | 0             | 0             | -                 | -                 | -                 | -                 | 29       | 2      | 0           | 0          |
| M. Bakalorz    | 31            | 1             | 9             | 1             | 2                 | 0                 | 0                 | 0                 | 33       | 1      | 9           | 1          |
| C. Bickel      | 10            | 0             | 1             | 0             | -                 | -                 | -                 | -                 | 10       | 0      | 1           | 0          |
| O. Kirch       | 7             | 0             | 1             | 0             | -                 | -                 | -                 | -                 | 7        | 0      | 1           | 0          |
| S. Koç         | 29            | 2             | 2             | 1             | 2                 | 0                 | 0                 | 0                 | 31       | 2      | 2           | 1          |
| R. Krauße      | 9             | 0             | 1             | 0             | -                 | -                 | -                 | -                 | 9        | 0      | 1           | 0          |
| M. Ndjeng      | 19            | 1             | 3             | 0             | 2                 | 0                 | 0                 | 0                 | 21       | 1      | 3           | 0          |
| I. Ouali       | 13            | 0             | 1             | 0             | 1                 | 0                 | 1                 | 0                 | 14       | 0      | 2           | 0          |
| M. Pepić       | 8             | 0             | 3             | 0             | -                 | -                 | -                 | -                 | 8        | 0      | 3           | 0          |
| K. Stöger      | 25            | 1             | 5             | 0             | 1                 | 0                 | 0                 | 0                 | 26       | 1      | 5           | 0          |
| M. Stoppelkamp | 29            | 6             | 3             | 0             | 2                 | 0                 | 0                 | 0                 | 31       | 6      | 3           | 0          |
| M. Vucinovic   | 6             | 0             | 0             | 0             | 1                 | 0                 | 0                 | 0                 | 7        | 0      | 0           | 0          |
| D. Wydra       | 24            | 0             | 5             | 0             | 2                 | 0                 | 1                 | 0                 | 26       | 0      | 6           | 0          |
| M. Brašnić     | 7             | 0             | 0             | 0             | -                 | -                 | -                 | -                 | 7        | 0      | 0           | 0          |
| N. Helenius    | 14            | 4             | 1             | 0             | -                 | -                 | -                 | -                 | 14       | 4      | 1           | 0          |
| S. Lakić       | 6             | 0             | 0             | 1             | 1                 | 1                 | 0                 | 0                 | 7        | 1      | 0           | 1          |
| M. Sağlık      | 19            | 2             | 2             | 0             | 2                 | 1                 | 0                 | 0                 | 21       | 3      | 2           | 0          |
| J. Sylvestr    | 4             | 0             | 0             | 0             | -                 | -                 | -                 | -                 | 4        | 0      | 0           | 0          |
| D. Brückner    | 12            | 0             | 3             | 0             | 2                 | 0                 | 1                 | 0                 | 14       | 0      | 4           | 0          |
| U. Hünemeier   | 2             | 0             | 0             | 0             | 1                 | 0                 | 0                 | 0                 | 3        | 0      | 0           | 0          |
| N. Proschwitz  | 19            | 5             | 2             | 0             | 2                 | 0                 | 1                 | 0                 | 21       | 5      | 3           | 0          |